# Reflexive Garbe
Eine reflexive Garbe ist im mathematischen Teilgebiet der Garbentheorie eine kohärente Garbe, welche über die kanonische Einbettung isomorph zu ihrer Bidualgarbe ist. Vergleichbar ist dies mit den reflexiven Räumen aus der Funktionalanalysis, welche über die kanonische Einbettung isomorph zu ihrem Bidualraum sind.

## Definition
Sei {\displaystyle (X,{\mathcal {O}}_{X})} ein geringter Raum und {\displaystyle {\mathcal {F}}} eine kohärente {\displaystyle {\mathcal {O}}_{X}}-Modulgarbe. Ihre Dualgarbe ist die Garbe {\displaystyle {\mathcal {F}}^{\vee }={\underline {\operatorname {Hom} }}({\mathcal {F}},{\mathcal {O}}_{X})} und ihre Bidualgarbe ist die Garbe {\displaystyle {\mathcal {F}}^{\vee \vee }={\underline {\operatorname {Hom} }}({\mathcal {F}}^{\vee },{\mathcal {O}}_{X})}. Es gibt einen kanonischen Garbenmorphismus {\displaystyle {\mathcal {F}}\rightarrow {\mathcal {F}}^{\vee \vee }} gegeben durch:
{\displaystyle {\mathcal {F}}(U)\rightarrow {\mathcal {F}}^{\vee \vee }(U)=\operatorname {Hom} (\operatorname {Hom} ({\mathcal {F}}(U),{\mathcal {O}}_{X}(U)),{\mathcal {O}}_{X}(U)),x\mapsto (f\mapsto f(x))}
für alle offenen Mengen {\displaystyle U\subseteq X}, also einfach die von Moduln in ihr Bidualmodul. {\displaystyle {\mathcal {F}}} wird reflexiv genannt, wenn dieser sogar ein Garbenisomorphismus ist.

## Eigenschaften
- Reflexive Garben sind torsionsfrei.
- Duale Garben von kohärenten Garben sind reflexiv.
- Eine kohärente Modulgarbe auf einem regulären Schema mit zwei oder weniger Dimensionen ist genau dann reflexiv, wenn sie endlich lokal frei ist.
- Für kohärente Modulgarben auf einem integralen lokal Noetherschen Schema mit der hinteren reflexiv ist ihre Hom-Modulgarbe reflexiv.